# Marsouin
Pour les articles homonymes, voir Marsouin (homonymie).
Taxons concernés
- dans la famille des Phocoenidae
  - toutes les espèces
- dans la famille des Monodontidae
  - l'espèce Delphinapterus leucasmodifier

Le terme « marsouin » [maʀswε̃ ], ou « cochon de mer », est un nom vernaculaire ambigu en français, pouvant désigner plusieurs espèces différentes de cétacés odontocètes. Il fait principalement référence aux espèces de la famille des Phocoenidae.

## Étymologie
Le nom vernaculaire français marsouin est emprunté à l'ancien scandinave marsvín « cochon de mer » via le normand, qui se perpétue dans l'islandais marsvín, le danois, suédois, norvégien marsvin ou au moyen néerlandais meerswijn, et ceux-ci se traduisent aussi éventuellement par « cochon de mer ». Le mot d'ancien français pour désigner cet animal était pourpois, une évolution du bas latin *porcopiscis, qui signifie « poisson-cochon ». Cet étymon est à l'origine de l'anglais porpoise.
L'appellation de cochon de mer se retrouve dans plusieurs langues, par exemple en breton morhoc'h ; en allemand, Schweinswal signifie « cétacé-cochon ». Ces appellations rappellent le rapport entre δέλφαξ, « cochon de lait », et δελφίς, « dauphin », en grec ancien. En espagnol, marsopas signifie également « cochon de mer ». L'italien focena est issu du grec φώκαινα. Le Gall signale qu'en Europe, au début du siècle, le mot beluga était souvent utilisé — à tort — par les pêcheurs pour désigner le marsouin commun ou d'autres petits cétacés.
Mais dans la plupart des cas, le terme de langue étrangère correspondant, contrairement au français, ne s'applique qu'aux Phocoenidae, exception faite par exemple pour l'anglais avec le white porpoise.

## Études anciennes
Ces mammifères marins sont odontocètes, comme les dauphins, mais ont un bec plus court que ceux-ci. Selon Guillaume Rondelet, un auteur du XVIe siècle, les marsouins ne différent des dauphins que par leur corps plus long et leur museau plus court et plus obtus. Cette définition s'applique mal au bélouga. Pierre Belon a comparé avec justesse l'anatomie d'un dauphin, d'un Phocoenidae sous le nom de marsouin et de l'homme, mais en a conclu d'une manière erronée que ces animaux étaient des poissons. Belon spécifie dans son ouvrage que la chair des marsouins est meilleure que celle des dauphins. Belon a en outre en examinant l'embryon du Marsouin, émis la première idée sur l'embryologie. Au moins depuis le XVIIe siècle les bélougas sont chassés au Canada sous le nom de marsouin blanc.

## Interactions avec l'homme
Les humains ont été le prédateur le plus redoutable des cétacés, et du marsouin en particulier. 
Le marsouin commun a ainsi été chassés pour sa viande, et en tant que concurrents de la pêche ou parce qu'il faisait des dégâts dans les filets en s'y prenant accidentellement ou en cherchant à y manger des poissons, ce qui les a fait considérer comme nuisibles par certains.
Dans les années 1920, l'ichthyologue Le Gall (agrégé de l'université, directeur du laboratoire de l'office scientifique et technique des pêches maritimes de Boulogne-sur-mer, et correspondant du CIEM, en poste à Boulogne-sur-Mer), pouvait ainsi écrire que les pêcheries sardinières de l'Atlantique « redoutent, avec juste raison, les visites dangereuses que leur font les nombreux cétacés delphinidés (Dauphins, marsouins, etc.) attirés sur nos côtes pendant les mois d'été par la présence des bancs de sardines. Ces mammifères, désignés par les pêcheurs sous le nom général de bélugas (nom inexact (...)), commettent de tels dégâts dans les pêcheries que les pouvoirs publics s'en sont émus et que diverses tentatives ont été faites, sans grand résultat d'ailleurs, pour essayer de s'en débarrasser. Jusqu'ici, seuls l'emploi du fusil et de la mitraille semblent avoir donné des résultats assez appréciables. Mais dans ce cas, l'animal blessé ou tué s'enfuit ou coule et involontairement les pêcheurs laissent s'échapper une bonne aubaine ». 
La chair du marsouin, foncée et au goût assez fort, a été prisée durant des siècles, par toutes les classes sociales. Les Passamaquoddy du Maine considéraient sa chaire comme "une rare sorte de nourriture de l'âme" Elle était vendue fraîche dans les ports et salée ou fumée sur les marchés. La langue, le filet, la cervelle, le foie et les rognons étaient notamment appréciés. Désuète en France, elle était encore au début du XXe siècle appréciée et consommée en Angleterre, en Italie, aux États-Unis, dont sous forme de conserves de Cétacés au Canada. Le Gall disait ceci de la « défaveur » récemment faite à la viande de marsouin en France : « injustifiée », elle « doit donc disparaître, la chair du marsouin doit retrouver sur le marché aux poissons la place qu'elle occupait autrefois, et ce serait peut-être le meilleur moyen d'atténuer la pullulation de ces hôtes indésirés. Le pêcheur alléché par l'attrait non seulement d'une prime, mais encore d'une vente certaine, n'hésiterait pas à se livrer à la chasse du Cétacé et, directement intéressé, s'occuperait bien vite des meilleurs moyens pour le capturer ». Il recommande pour cela l'emploi de la senne tournante à grandes mailles et surtout le fusil lance-harpon inventé en Norvège par M Krohnstad en 1923 et testé avec succès en 1924. Ce n'est que dans les années 1970 qu'une meilleure connaissance des cétacés, leur présentation par les films sous-marins (du Commandant Cousteau notamment), et la prise de conscience d'une crise écologique globale ont changé l'opinion d'une grande partie du public sur ces mammifères à gros cerveaux et le rôle important qu'ils jouent en tant que prédateur (sélection naturelle, équilibres écologiques, services écosystémiques).

## Les ultrasons des marsouins
Tout comme les autres odontocètes, les marsouins ont recours à l’écholocalisation pour repérer les éléments de leur environnement ainsi que leur nourriture. Néanmoins, les marsouins émettent des ultrasons, ou cliquetis, très différents de ceux d’autres cétacés, comme les dauphins et plus précisément les orques. Les ultrasons leur servent de camouflage acoustique.
Une étude publiée en juin 2013 par une équipe de chercheurs de l’Université d’Aarhus a mis en évidence la singularité de ces cliquetis : la fréquence ultrasonique des marsouins ne descend jamais en dessous de 100 kHz. Les chercheurs en ont conclu que cette évolution de leurs ultrasons était due à la pression de la prédation exercée par d’autres espèces sous-marines comme les orques, dont la capacité auditive ne dépasse pas 100 kHz.

## Liste des espèces
- Les 6 espèces de Phocoenidés :
  - Neophocaena phocaenoides (marsouin aptère, marsouin de l'Inde ou marsouin de Cuvier) ;
  - Phocoenoides dalli (marsouin de Dall) ;
  - Phocoena dioptrica ou Australophocaena dioptrica (marsouin de Lahille ou marsouin à lunettes) ;
  - Phocoena sinus (marsouin du Golfe de Californie ou marsouin du Pacifique) ;
  - Phocoena spinipinnis (marsouin de Burmeister) ;
  - Phocoena phocoena (marsouin commun) ;
- Dans la famille des Monodontidés :
  - Delphinapterus leucas (marsouin blanc ou bélouga, qui est aussi indifféremment qualifié de baleine ou de dauphin).